# José Vázquez de Figueroa
José Vicente Vázquez de Figueroa y Vidal (Cadis, 1770 - 6 de gener de 1855) va ser un militar, tinent de navili i polític espanyol, que va ser en tres ocasions Ministre de Marina.

## Biografia
Fill d'un pare d'ascendència basca i una mare francesa, es va formar en el Reial Col·legi de Bergara. La seva vocació marinera la va reflectir amb el seu ingrés en l'Armada d'Espanya com guardiamarina en 1789 a Ferrol. Ja amb destinació, va ascendir a alferes de fragata en 1790 i després va ser professor de matemàtiques i navegació en l'acadèmia de Ferrol. En 1793 va participar en la flota hispano-britànica que es va enfrontar als francesos després de la mort de Lluís XVI de França, sent ajudant i enllaç de l'almirall Gravina, així com col·laborador dels generals Domingo Izquierdo i Rafael Valdés.
Va ascendir a alferes de navili en 1794, va participar en el setge de Roses a les ordres de Domingo de Grandallana, realitzant meritòries accions de combat que li van valer l'ascens a tinent de fragata en 1795. Després de diverses destinacions, va ser posat al comandament del bergantí San León, amb el qual va mantenir un combat amb la fragata britànica Tepsicore a aigües de Gènova, sortint victoriós després d'haver-se vist forçat a prendre el port i usar-ne les bateries en l'acció. Després va ser destinat a la defensa del tràfic marítim al mar d'Alboran amb el San León, on va ser assaltat per una flotilla anglesa i va haver de rendir-se, no sense abans aconseguir l'objectiu de salvar als vaixells que escortava. Després de romandre un temps retingut a Gibraltar juntament amb els seus mariners, va tornar a Espanya en ser declarat lliure pels anglesos pel seu heroïsme en el combat. A Espanya se li va assignar el lugre Dafne al mateix temps que va ser ascendit a tinent de navili.
Acabat el conflicte amb els anglesos va ser destinat a Madrid on va participar en la comissió creada per a la reforma de les ordenances i va ser nomenat oficial de la Secretaria del Despatx de Marina. Amb la invasió napoleònica es va veure obligat a traslladar-se amb el govern, primer a Sevilla i després a isla de León, últim reducte de les autoritats i de la Junta Suprema Central. Allí va complir funcions interines de despatx dels assumptes referents a la Marina, Estat, Guerra, Hisenda, Interior i Seguretat Pública, aglutinant diferents funcions de direcció política del govern en moments de gran tensió i escassos mitjans (1810). Regularitzada la situació després de ser rebutjats els ocupants, en 1812 va ocupar, ja com a titular, la cartera de Marina. Delmada la flota en la batalla de Trafalgar, va destinar el conjunt que quedava a mantenir les comunicacions amb les colònies, la qual cosa va permetre l'arribada de subministraments de tota classe a la península, inclosos els bèl·lics, necessaris en aquells moments; va rearmar alguns vaixells el que va permetre accions ofensives i defensives al Cantàbric i la zona gaditana; va enviar els primers 2500 homes a combatre les insurreccions a Llatinoamèrica. També va manar els homes de l'Armada sense destinació en navilis a combatre en terra contra l'ocupació francesa, i va impulsar que fossin contractats per les companyies navilieres els oficials sense vaixell perquè mantinguessin actius els seus coneixements i pràctiques. Tal va ser l'èxit i les energies obstinades a articular el despatx de Marina que se li va encomanar, de manera provisional, que s'encarregués també d'altres dos despatxs, el d'Hisenda d'Espanya i el d'Hisenda d'Índies. Va renunciar als seus càrrecs una vegada constituït de nou el govern a Madrid.
Al retorn de Ferran VII va ser nomenat cavaller gran creu de l'Orde d'Isabel la Catòlica, cavaller de l'Orde de Carles III i Conseller d'Estat.
En 1816 va ser nomenat de nou Secretari d'Estat i Despatx de Marina i Índies, si bé en aquesta ocasió les topades amb el mateix rei Ferran a causa de la política general i de la vinculada a l'Armada en particular, el van portar a cessar en 1818, sent bandejat a Galícia. Amb l'arribada del Trienni Liberal va poder tornar a Madrid com a Conseller d'Estat a proposta de les Corts, però l'entrada del duc d'Angulema amb els Cent Mil Fills de Sant Lluís, que va donar al trast amb el període liberal, li va forçar a un nou desterrament fins a 1826. Encara que Ferran VII li va proposar de nou el despatx de Marina, el va refusar. No va fer el mateix durant la regència de María Cristina en nom de la futura Isabel II, acceptant el càrrec en 1834, destacant en les seves tasques la racionalització de les despeses de personal i administratius i la coordinació amb el despatx de Guerra. En aquest temps va haver d'enfrontar-se a un nou conflicte bèl·lic, la Primera Guerra Carlista. Va renunciar en 1835, ja malalt i envellit. No obstant això, encara va ser nomenat Conseller Reial i senador vitalici per Isabel II en 1845. Va deixar 30 volums amb les seves obres i memòries.